# Dušan Miletić
Dušan Miletić (Mitrovica (Kosovo), 30 de julio de 1998) es un baloncestista serbio, que pertenece a la plantilla del WKS Śląsk Wrocław de la Polska Liga Koszykówki. Con 2,15 metros de estatura, juega en la posición de pívot. Es internacional con la Selección de baloncesto de Croacia.

## Trayectoria deportiva
Miletić es un jugador formado en el KK Sloga con el que debutó en la Liga Serbia de Baloncesto en la temporada 2017-18.
En marzo de 2019, Miletić firmó un contrato de cuatro temporadas con KK Partizan. Más tarde, Miletić fue cedido al KK Borac Čačak en las temporadas 2019-20 y 2020-21.
El 24 de agosto de 2022, firma por el Bàsquet Girona de la Liga Endesa.
El 28 de julio de 2023, firma por el WKS Śląsk Wrocław de la Polska Liga Koszykówki.